# 将軍塚
将軍塚（しょうぐんづか）は、京都府京都市山科区の東山（桃山丘陵）の稜線上、華頂山の山頂にある直径約20m・高さ約2mの塚。四条通の延長線上、八坂神社の真東に位置する。

## 概要
将軍塚は古墳時代の円墳3基からなる将軍塚古墳群のうちのひとつ。もともと京を見下ろす東山の峰の頂に築かれた古墳であるが、鎌倉時代頃には王城鎮護の守護神とされた坂上田村麻呂の塚墓が投影・習合されていたことで中世以降に将軍塚と呼ばれ、『田邑麻呂伝記』などに記される国家に非常時があれば塚墓はあたかも鼓を打ち、あるいは雷電が鳴るという田村麻呂の塚墓の話が「将軍塚鳴動」の伝承として将軍塚にも付会された。
現在、この場所は天台宗青蓮院門跡将軍塚青龍殿の境内にあり、東郷平八郎元帥や黒木為楨大将、大隈重信首相がこの地を訪れた時に残した手植の松や石柱などがある。

## 将軍塚鳴動

### 平安時代
平安時代の征夷大将軍としても高名な大納言の坂上田村麻呂が弘仁2年5月23日（ユリウス暦811年6月17日）に薨去した。『群書類従』所収『田邑麻呂伝記』によると5月27日（6月21日）に葬儀が営まれ、嵯峨天皇の勅によって同日中に山城国宇治郡栗栖村に甲冑・兵仗・釼・鉾・弓箭・糒・塩を身にした姿で平安京の東に向かって窆を立つように埋葬されたとある。また『田邑麻呂伝記』には次のように記されている。
国家に非常時があれば塚墓はあたかも鼓を打ち、あるいは雷電が鳴るとの田村麻呂の塚墓にまつわる伝説がある。将軍塚は田村麻呂の塚墓に習合されたことで、将軍塚にも「将軍塚鳴動」伝承が付会された。そのため平安末期以降に混同や同一視されることになったが本来は別なものである。現在、田村麻呂の塚墓は京都市山科区西野山岩ヶ谷町の西野山古墓と推定されている。

### 鎌倉時代
鎌倉時代に成立したとされる軍記物語の『平家物語』には将軍塚が次のように記されている。
『平家物語』では将軍塚に埋められた8尺の土偶について「鉄の鎧兜を着て鉄の弓矢を持たせ、西向きに立って埋められている」と記すが、これは『田邑麻呂伝記』に記載された田村麻呂の埋葬方法から引用された文言を追加することで将軍塚鳴動をひとつの物語へと改編している事が窺える。
『平家物語』の異本のひとつ『源平盛衰記』「遷都付将軍塚並司天台事」は『平家物語』「都遷」と同様の記述がなされている。一方では「将軍塚鳴動事」には次のように記されている。
治承3年7月7日（ユリウス暦1179年8月11日）、申の刻（午後3～5時）に将軍塚が3度鳴動したとある。この翌年に源頼朝が挙兵して、治承・寿永の乱が始まった。

### 室町時代
室町時代に成立した軍記物語の『太平記』には次のように記されている。
貞和5年正月頃から客星が次々に現れて陰陽寮は変事・兵乱・疫病の予兆であると占い密かに奏上した。貞和5年2月26日（ユリウス暦1349年3月15日）の夜半に将軍塚が激しく鳴動して空に兵馬の駆ける音が1時間ほど続いたため京の人々はみな恐れおののいた。

### 江戸時代
正徳元年（1711年）に刊行された『山城名勝志』は『大和本記』という本を引用して延暦13年2月に平安遷都の折、桓武天皇は末代まで王城を守護せよとの祈りをこめて、東山の頂に8尺（約2.5m）の土偶を造り埋めた塚であり、将軍塚と名付けられて王城に変事があれば動揺すると将軍塚鳴動の伝説が述べれている。

## アクセス
- 京都一周トレイルの登山道を徒歩で、南側の清水寺より約40分、北側の粟田口より約20分
- 円山公園内の吉水弁財天堂より将軍塚道を徒歩で約15分
- 東山ドライブウェイ 東山山頂公園を抜けてすぐ

## 関連資料
将軍塚が記録される資料
- 『平家物語』
- 『源平盛衰記』
- 『太平記』
- 『山城名勝志』

### 原典
1. ↑  『日本後記』弘仁二年十月十七日条
2. 1 2  『平家物語』巻第五「都遷」
3. ↑  『源平盛衰記』巻十六「遷都付将軍塚並司天台事」
4. 1 2  『源平盛衰記』巻十一「将軍塚鳴動事」
5. 1 2  『太平記』巻第二十七「天下妖怪事付清水寺炎上事」